# Loiblpass Straße
Die Loiblpass-Straße (B 91/E 652) ist eine Landesstraße/Europastraße in Österreich. Sie verläuft auf einer Länge von 24,5 km von der Kärntner Landeshauptstadt Klagenfurt zunächst ins Rosental und anschließend zum Loibltunnel auf der Staatsgrenze nach Slowenien. Die Straße überquert dabei den Ferlacher Stausee, welcher von der Drau durchflossen wird, auf der Hollenburger Brücke. Auf slowenischer Seite bildet die Glavna cesta 101 die Fortsetzung der Straße.
Die Bezeichnung B 91 rührt von der früheren Eigenschaft als Bundesstraße her, welche jedoch seit 2002 durch Übertragung in die Landeskompetenz als Landesstraße geführt wird. Eine Änderung der Kurzbezeichnung in L 91 ist – wie im überwiegenden Teil Österreichs – unterblieben.
Benannt ist die Loiblpass-Landesstraße nach dem Loiblpass, der sich über dem Tunnel auf der Staatsgrenze befindet. Er darf nach Eröffnung des Tunnels im Jahr 1964 nicht mehr befahren werden.

## Geschichte
Die bis ins Mittelalter benutzte Saumpfad-Trasse wurde ab dem Jahr 1560 von den Landständen erweitert. Zuvor von der Stadt Klagenfurt erhalten, suchten sie nun eine günstige Verbindung zum Hafen von Triest. Die Errichtung kostete 20.000 Gulden und dauerte durch die erschwerten Bedingungen 20 Jahre. Dafür konnte die Straße nunmehr mit sechsspännigen Wagen befahren werden. Ab dem Jahr 1573 war die Straße auf Kärntner Seite fertiggestellt. Es wurden zwei Mautstellen errichtet – in Unterloibl und am Kleinen Loibl – sowie die Teufelsbrücke, die den Weg stark verkürzte. Auch entstand in dieser Zeit bereits ein erster kurzer Tunnel auf der Passhöhe, der allerdings wegen Einsturzgefahr abgetragen werden musste, als 1728 Kaiser Karl VI. den Loiblpass überqueren wollte.
Kaiser Karl förderte den weiteren Ausbau der Loiblstraße zu einer befestigten Kunststraße, da auch er sie als Hauptverbindungsstraße von Wien nach Triest nutzen wollte.
Die Loibler Straße gehört zu den ehemaligen Reichsstraßen, die 1921 als Bundesstraßen übernommen wurden. Bis 1938 wurde die Loibler Straße als B 34 bezeichnet, nach dem Anschluss Österreichs wurde die Loibler Straße bis 1945 als Teil der Reichsstraße 333 geführt.
Ab 1966 kam es durch die Zunahme des Fremdenverkehrs, später auch durch die Heimreisen der Gastarbeiter aus Deutschland zu Staus auf der Loiblpass-Bundesstraße. Diese reichten an verkehrsreichen Tagen bis zur Hollenburg bei Maria Rain zurück. Mit dem Zerfall Jugoslawiens ebbte der Reiseverkehr nach Dalmatien ab bzw. ab 1991 wurde der Karawankentunnel der wichtigste Verkehrsweg nach Süden.
Am 11. Oktober 2008 kam der Kärntner Landeshauptmann Jörg Haider um 1:15 Uhr nachts bei einem Verkehrsunfall in der Ortschaft Lambichl (Lage) südlich der Landeshauptstadt Klagenfurt auf der Bundesstraße ums Leben.
Am 15. August 2016 (Mariä Himmelfahrt) wurde die Passstraße bei einem Unwetter vermurt und dadurch stellenweise unpassierbar.

## Fotos

### Rosental

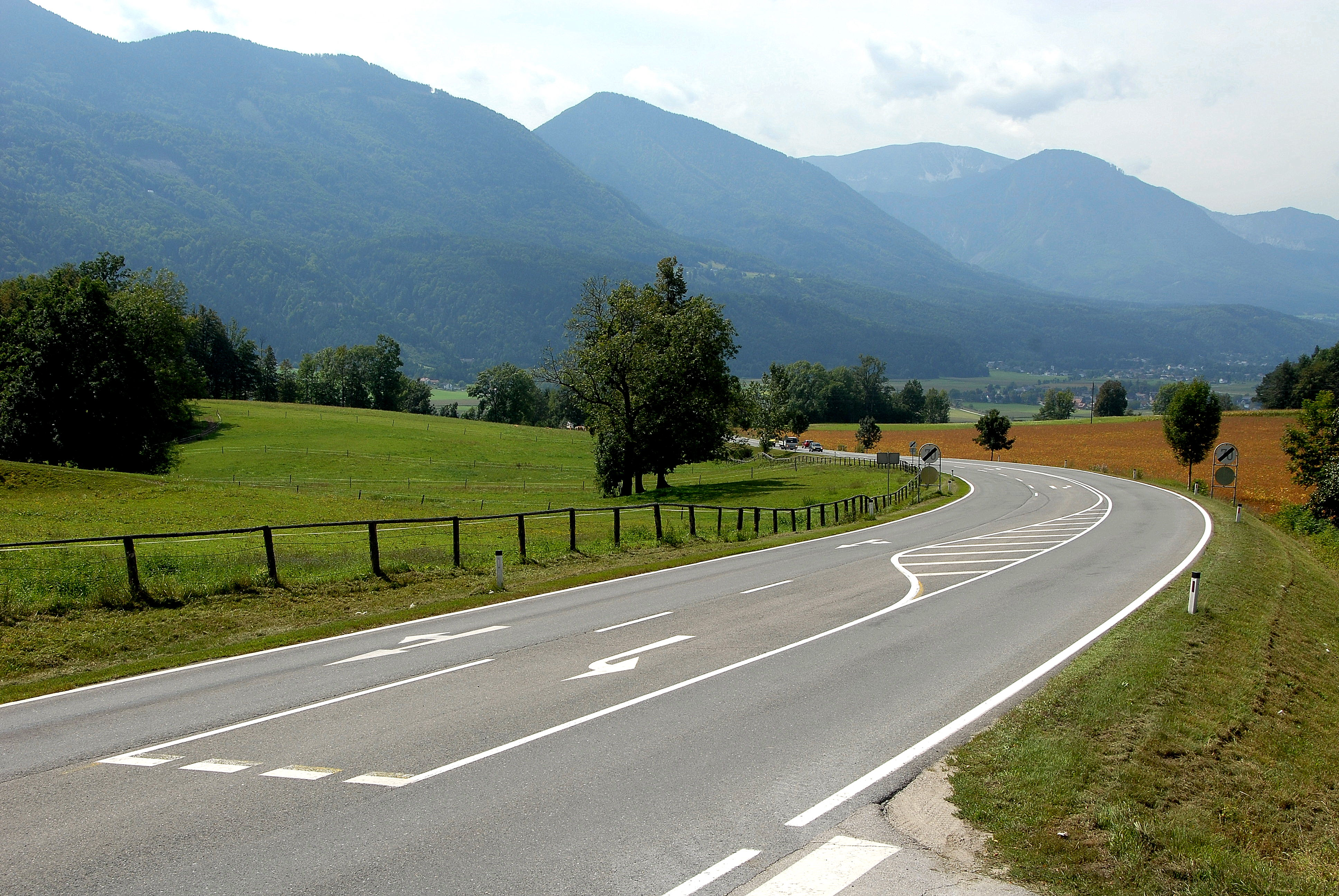
Abzweigung zur Hollenburg mit Blick auf das westliche Rosental und die Karawanken
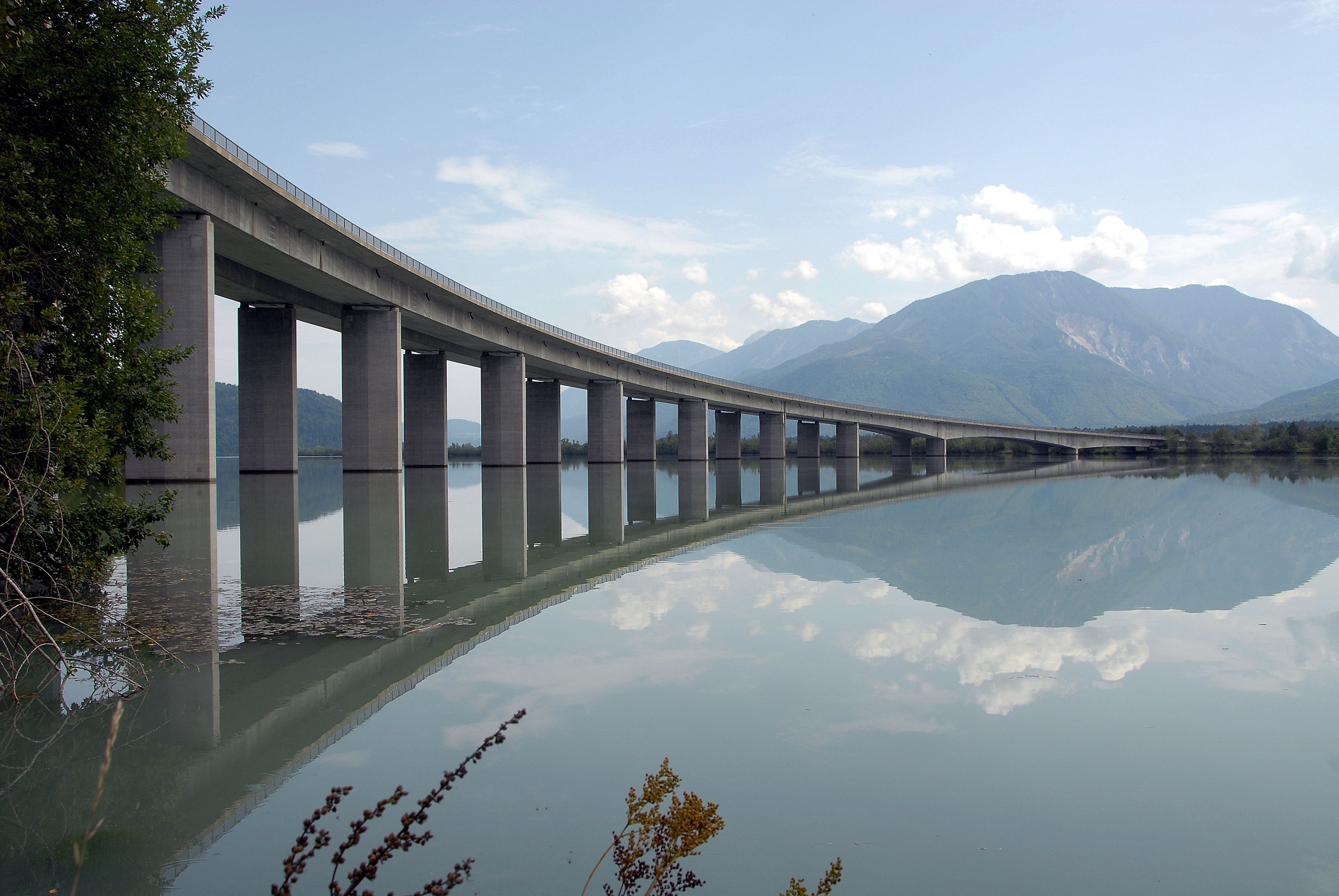
Brücke über den Ferlacher Stausee der Drau

### Sapotnica (Kleiner Loibl)

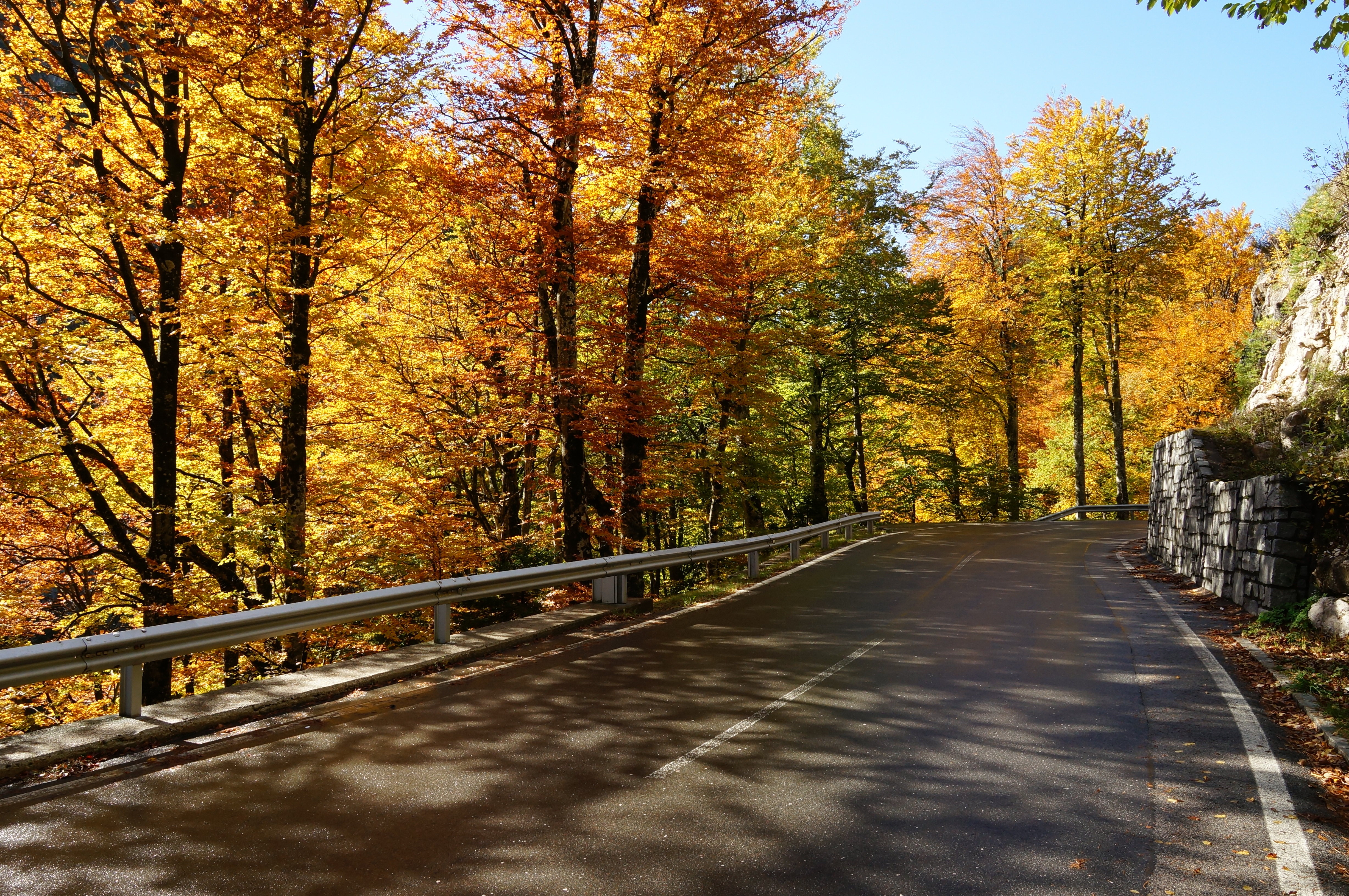
Herbstlicher Buchenwald oberhalb der Tscheppaschlucht
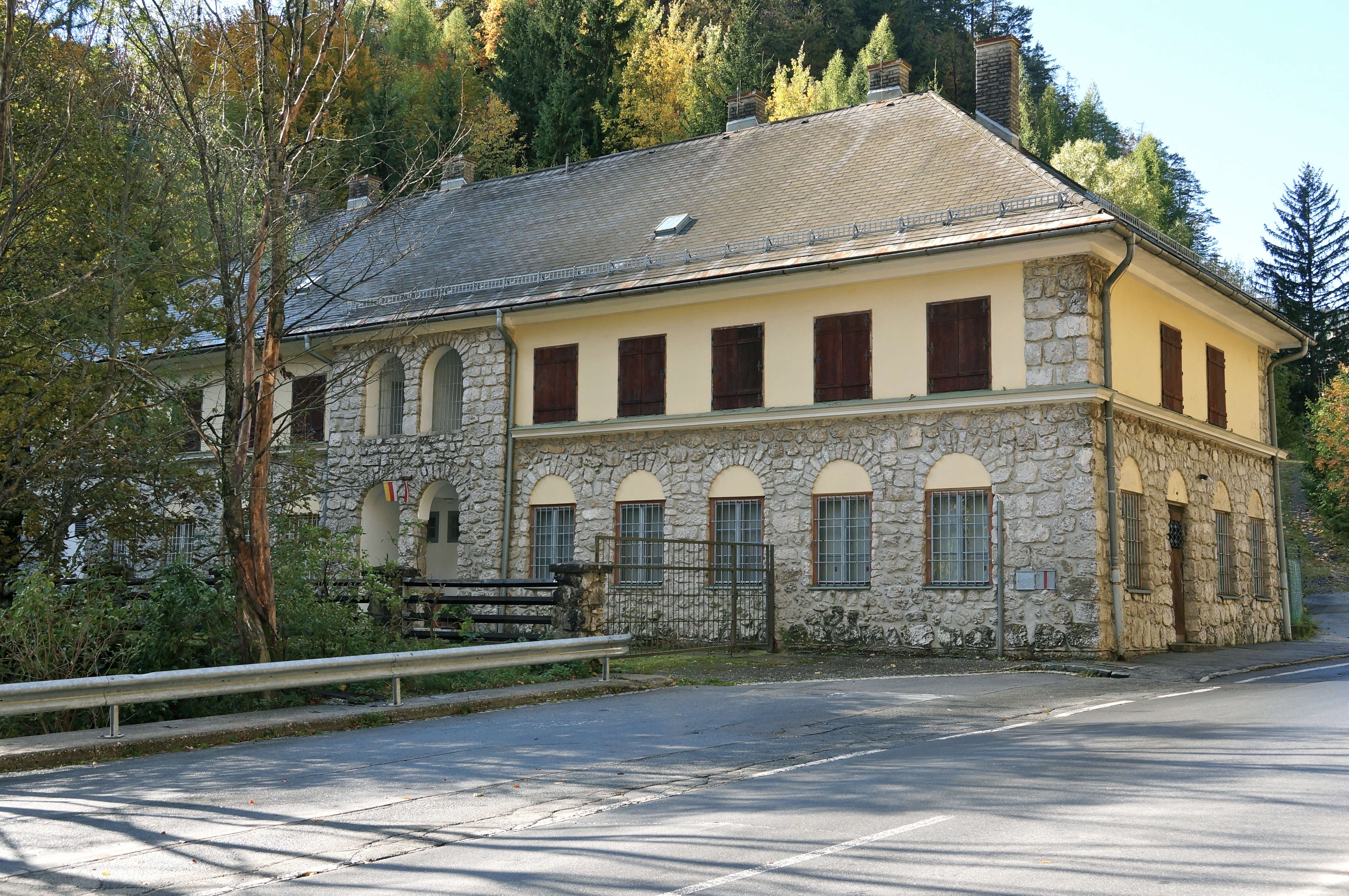
Gendarmeriekaserne
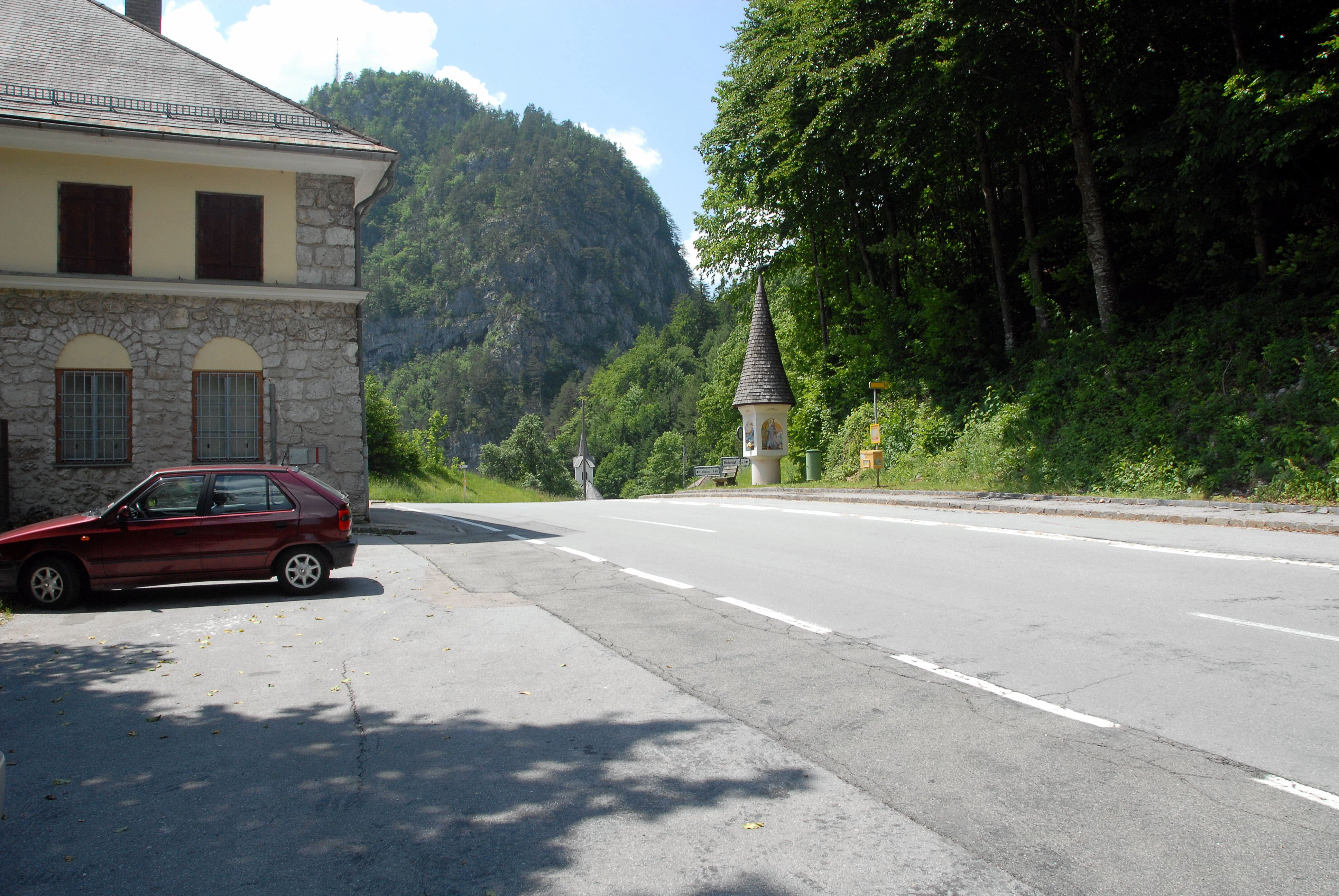
Sapotnica
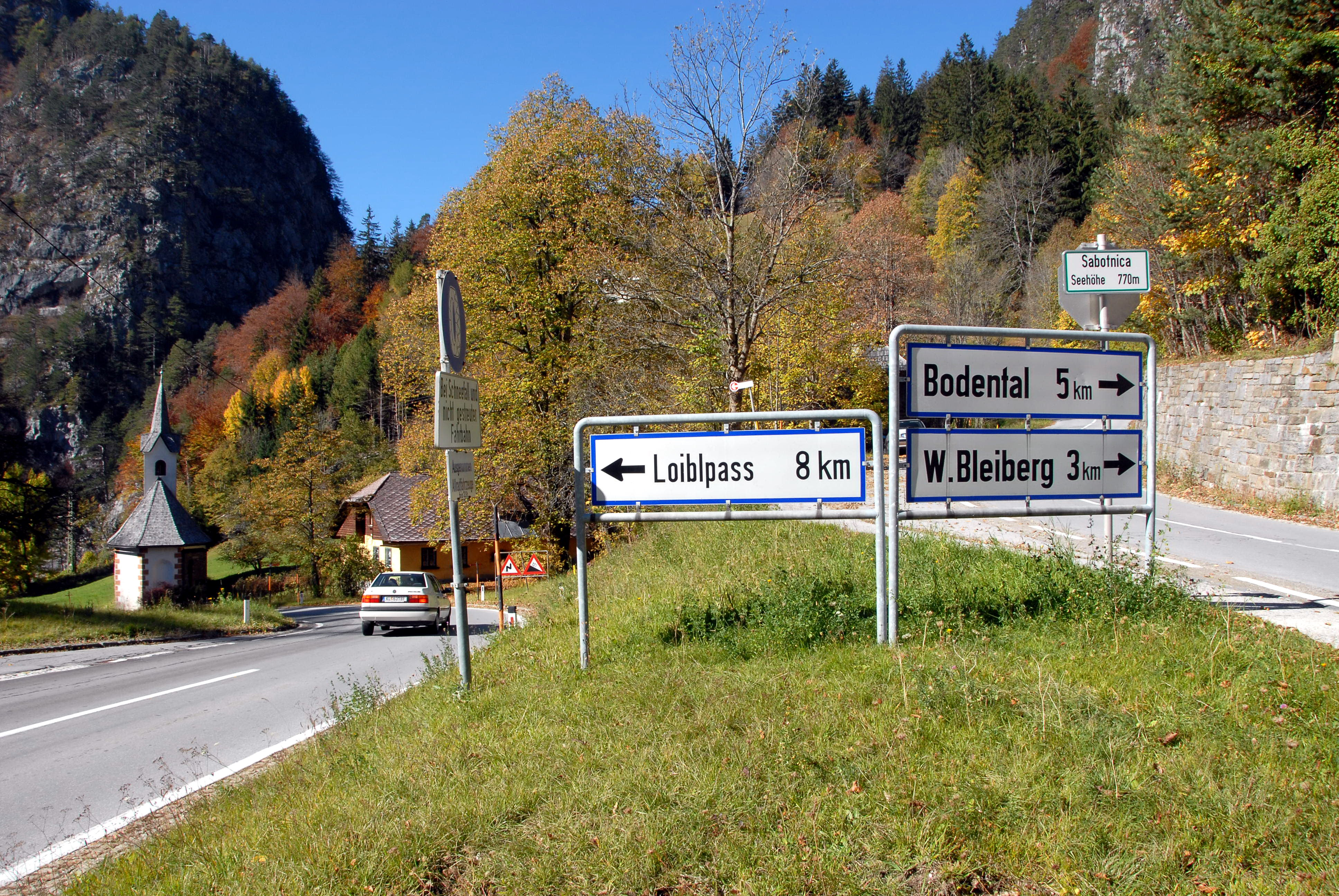
Abzweigung ins Bodental
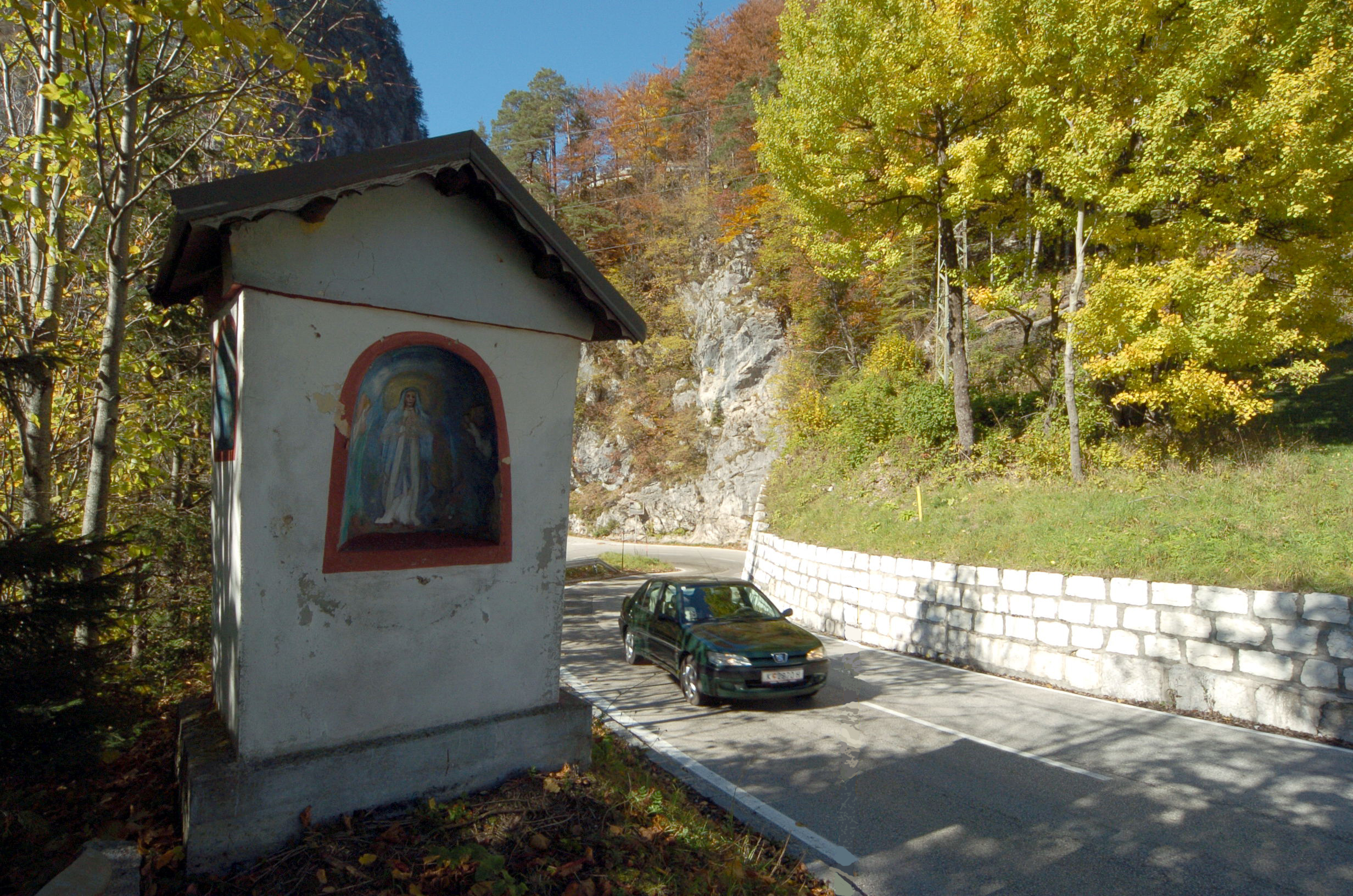
Bildstock

### Loibltal und „Deutscher Peter“

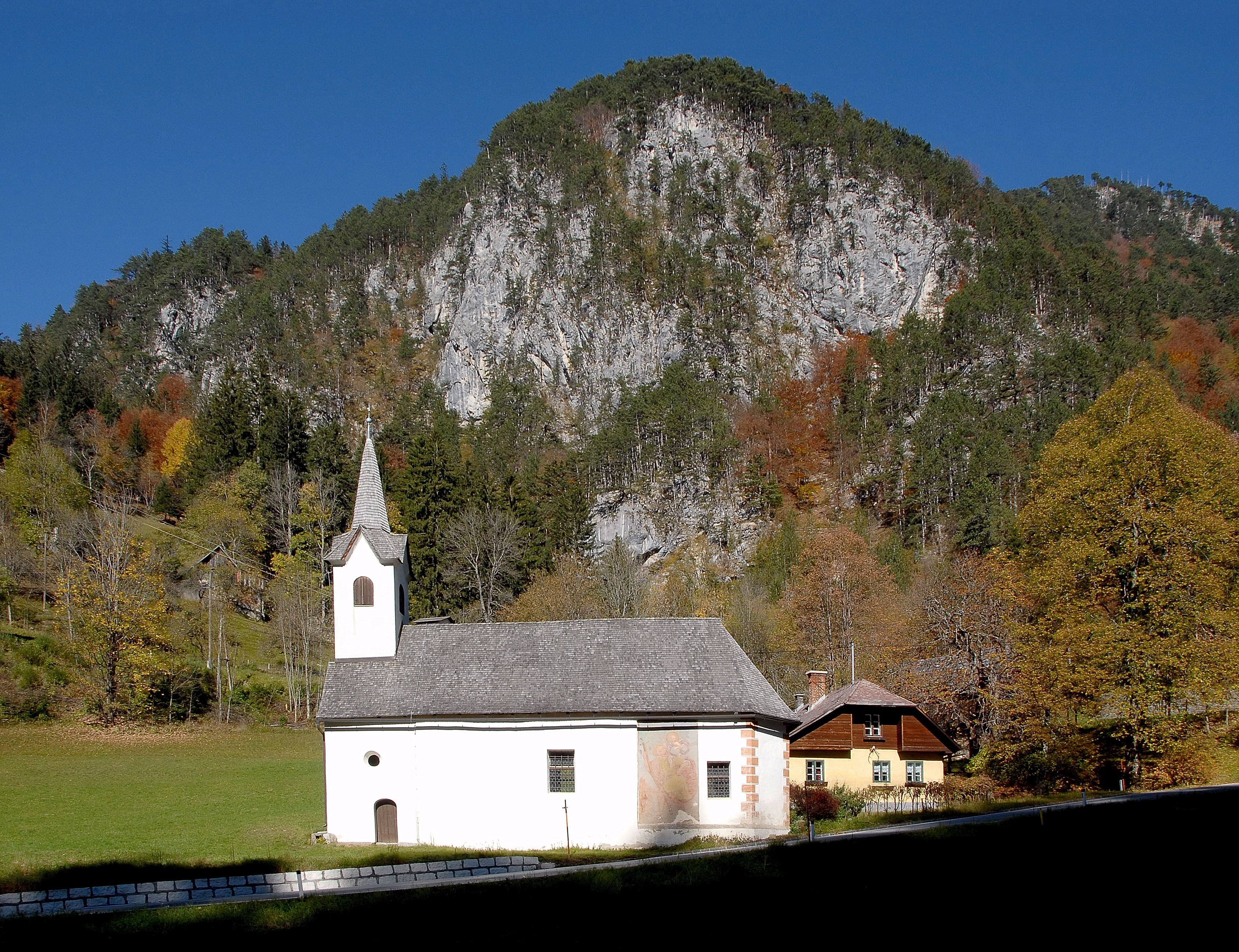
Filialkirche Heilige Magdalena
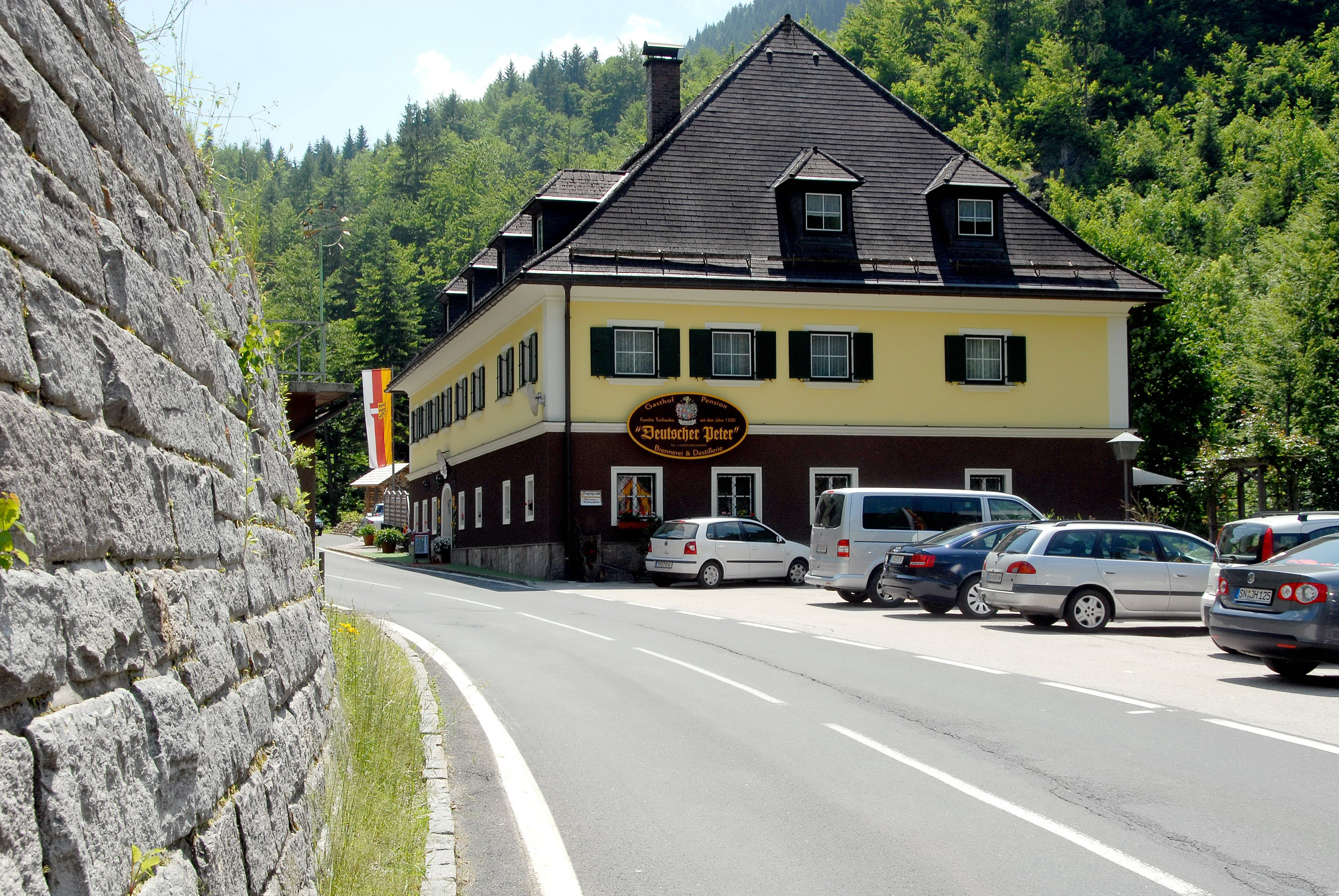
Gasthof „Deutscher Peter“
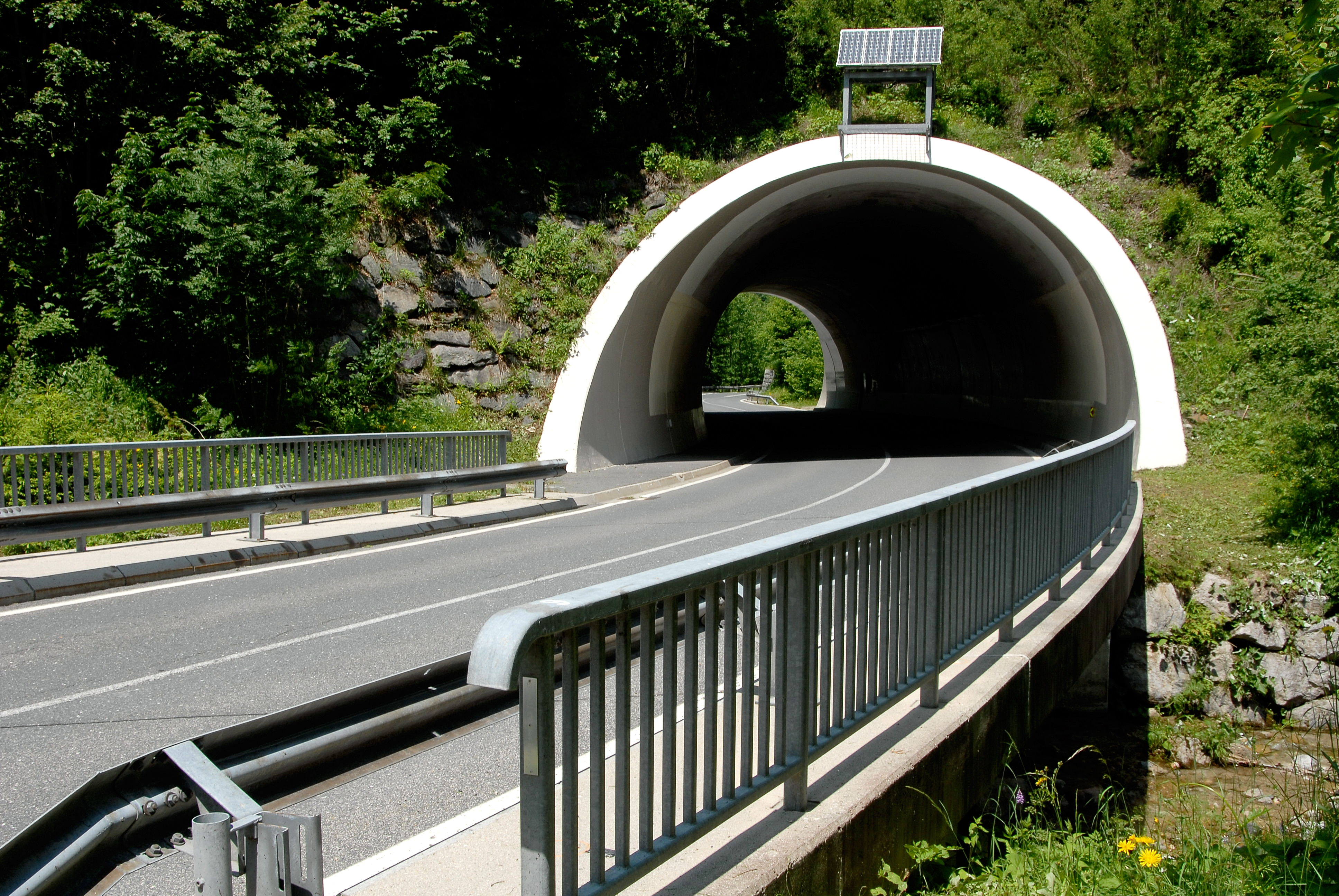
Tunnel südlich vom Gasthaus „Deutscher Peter“
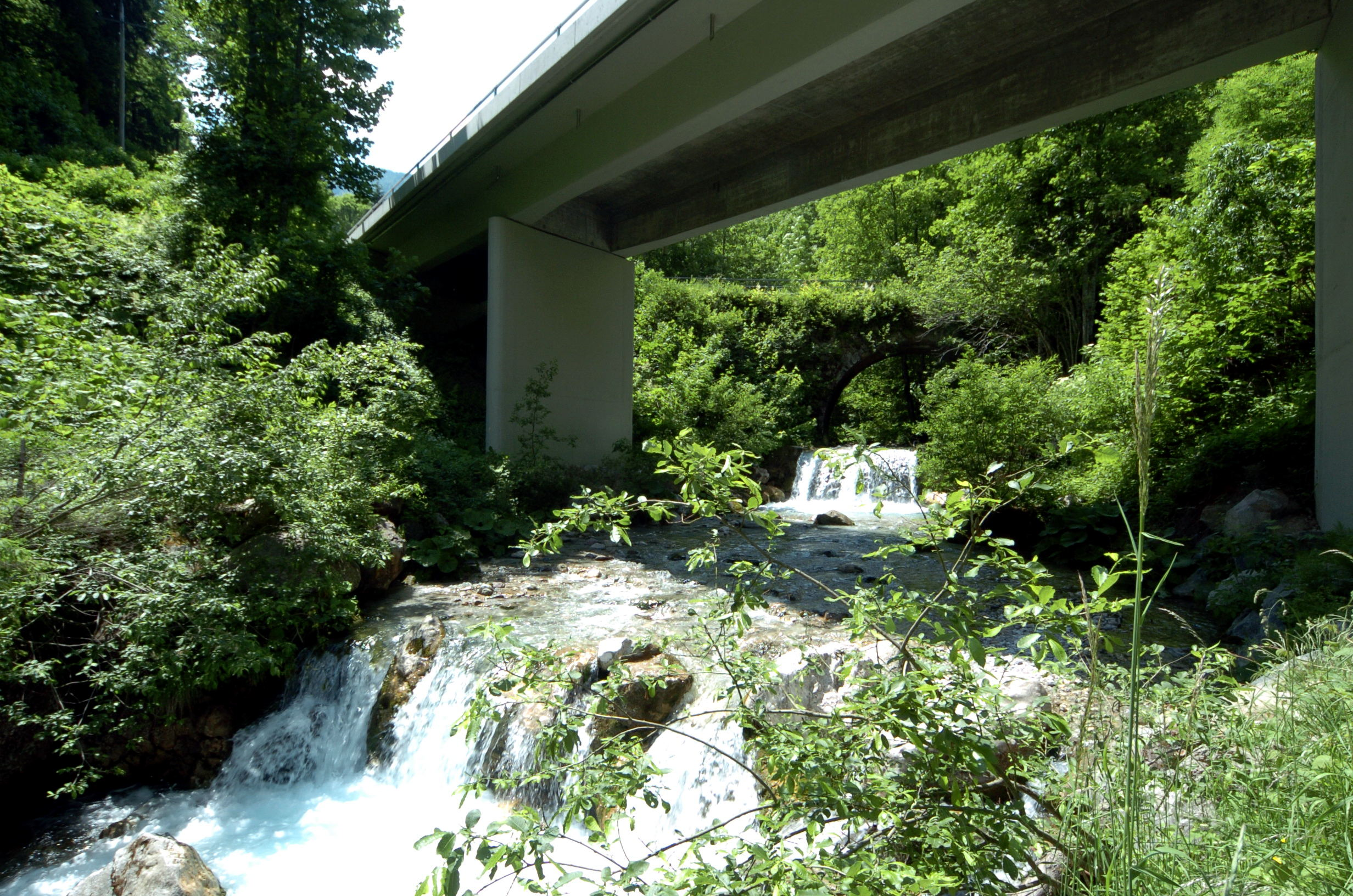
Alte und neue Brücke über den Loiblbach
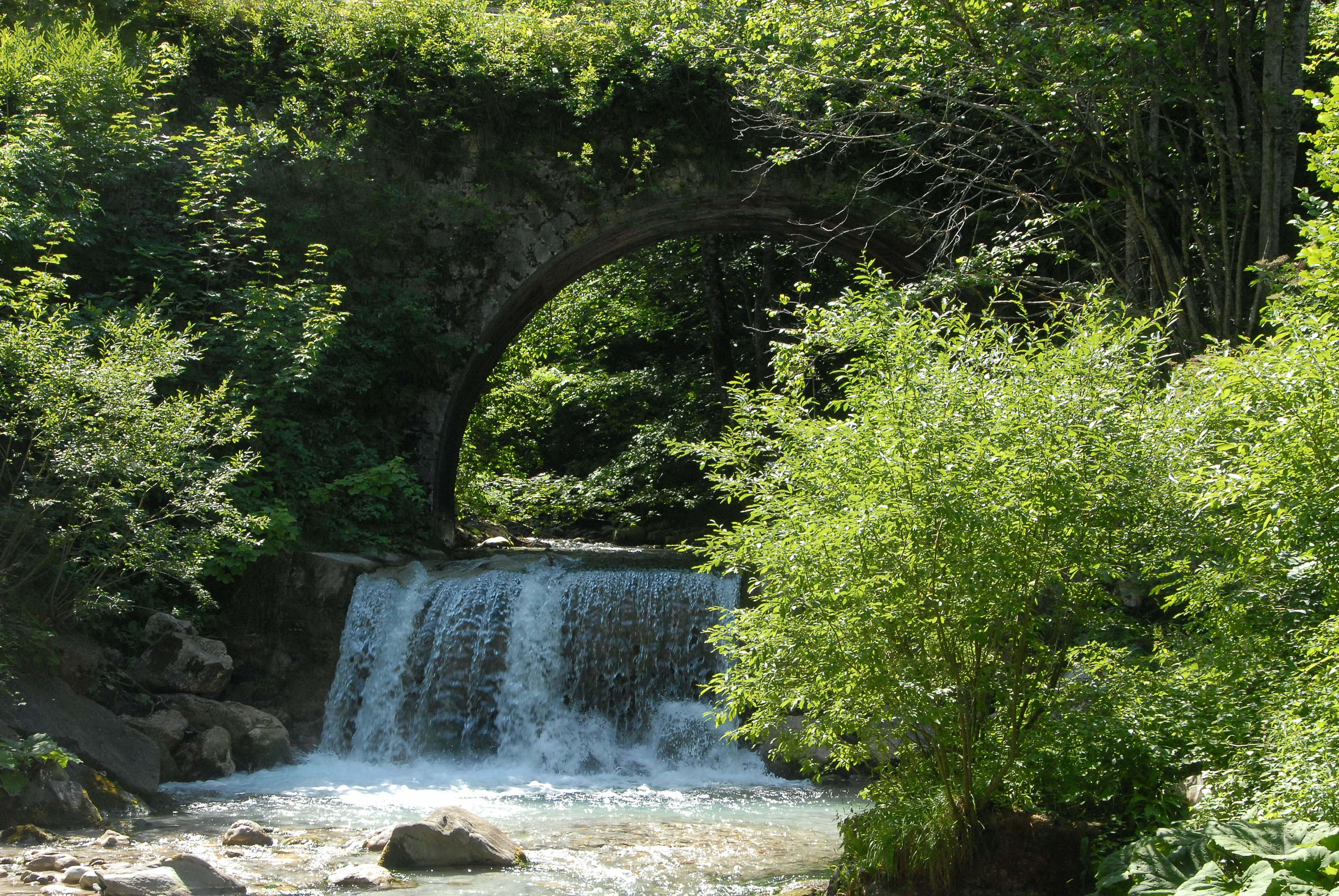
Alte Straßenbrücke über den Loiblbach
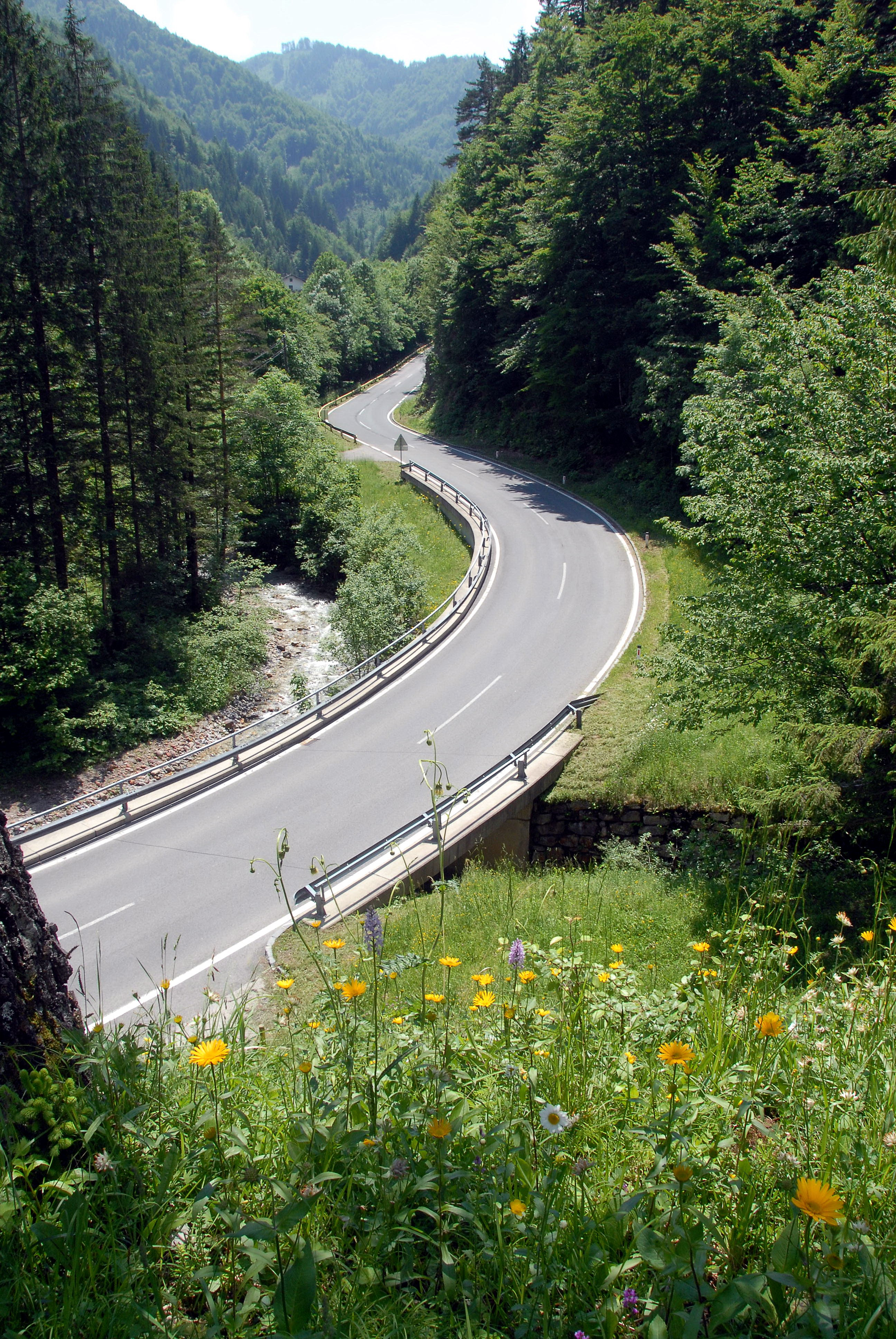
Südlich der Leonhardikapelle